# Grimming
Der Grimming ist ein isolierter Gebirgsstock zwischen Ennstal und Hinterberger Tal in der Obersteiermark in Österreich. Er wird zum Dachsteingebirge gezählt. Den gleichen Namen trägt auch sein höchster Gipfel (2351 m ü. A.). Der Gebirgsstock wird auch Grimmingstock genannt und der Gipfel Hoher Grimming.

## Lage und Gestalt
Der Grimming erstreckt sich über eine Länge von etwa 9 km in nordost-südwestlicher Richtung von der Klachau bis zum Durchbruchstal des Salzabaches mit dem Salza-Stausee als Grenze zum folgenden Kemetgebirge. Seine Breite beträgt etwa 4 km. Im Nordosten steigt der Grimming steil an und erreicht seine größten Höhen in der nordöstlichen Hälfte, während der Grat nach Südwesten flach abfällt.

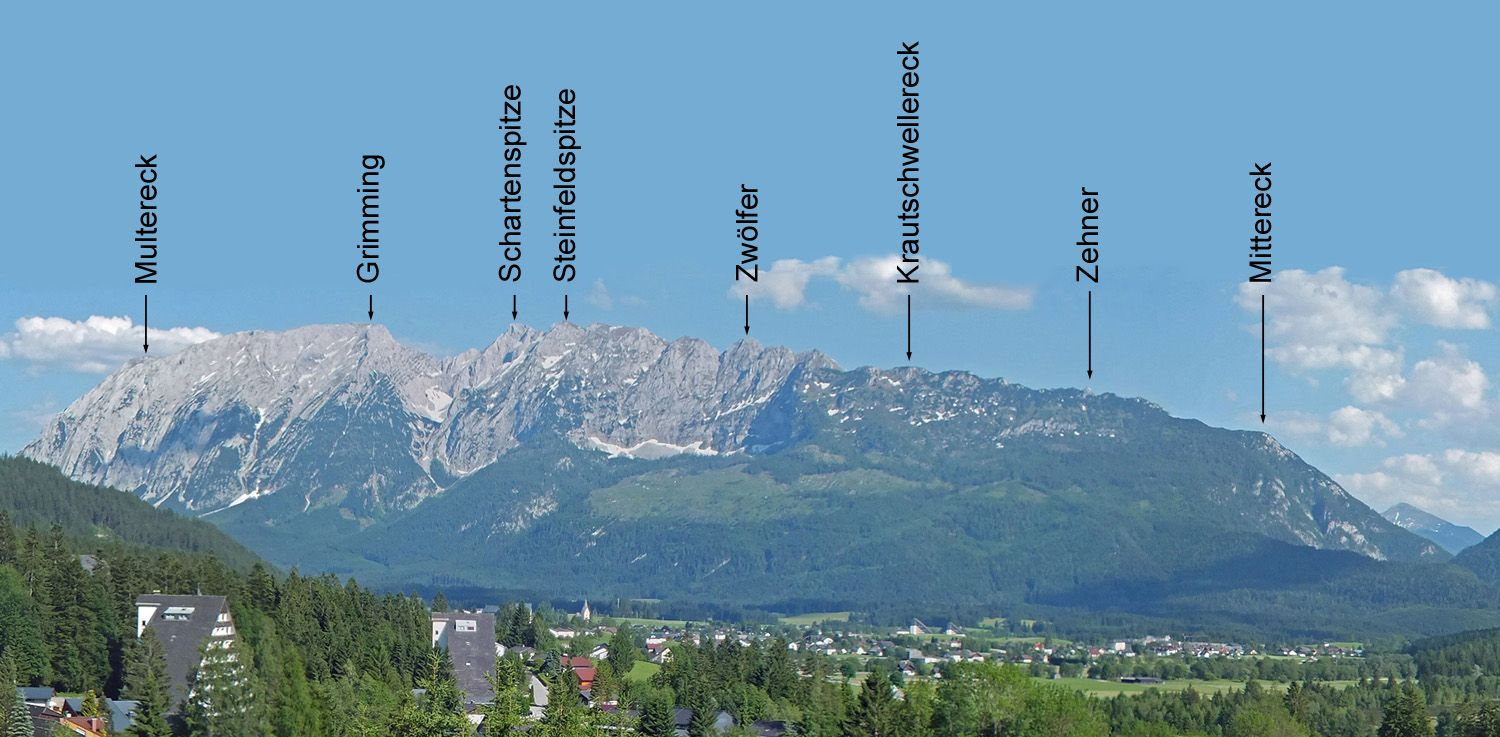
Der Grimming von Nordwesten über Bad Mitterndorf

Markante Höhen sind von Nordosten Multereck (2176 m), Hoher Grimming (2351 m), Schartenspitze (2328 m), Steinfeldspitze (2290 m), Zwölfer (2146 m), Krautschwellereck (1959 m), Zehnerspitze (1879 m) und Mittereck (1695 m).
Zwischen Hohem Grimming und Schartenspitze fällt der Grat auf ca. 2130 m ab. Südlich des Hohen Grimmings befindet sich in etwa 1630 m Höhe eine bemerkenswerte Felsformation, das Grimmingtor, eine etwa 50 m hohe und 15 m breite Wandvertiefung, die von einem 10 m mächtigen Gesteinsüberhang abgeschlossen wird.
Das Gebiet des Grimmings teilen sich drei Gemeinden, Bad Mitterndorf im Norden, Mitterberg-Sankt Martin im Süden und Stainach-Pürgg im Osten. Die drei Gemeindegrenzen treffen sich genau auf dem Hohen Grimming.
Das Gestein des Grimmings ist Dachsteinkalk. Das Grimmingmassiv ist bis auf eine Höhe von etwa 1500 m bewaldet. Erwähnenswerte Flüsse entspringen in ihm nicht. Es gibt zwar einen Bach namens Grimming, dieser hat seinen Ursprung jedoch über sieben Kilometer nordöstlich im Toten Gebirge und streift den Grimming bei seinem Abfall durch die Klachau ins Ennstal.
Wohl wegen seines unvermittelten Anstiegs von 1700 Metern aus dem Ennstal wurde der Grimming früher auch als „Mons Styriae altissimus“, also höchster Berg der Steiermark bezeichnet.

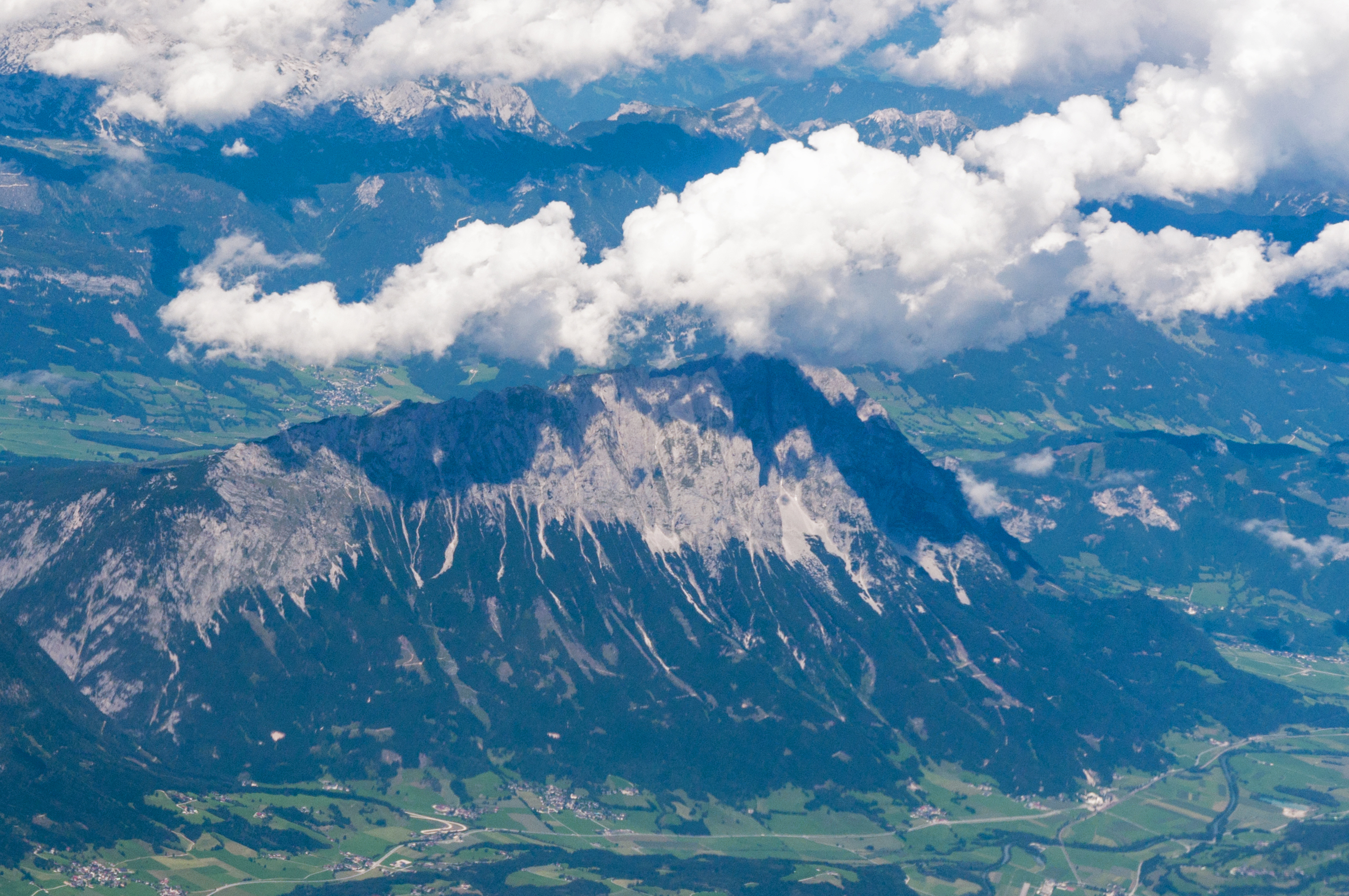
Luftaufnahme von Süden
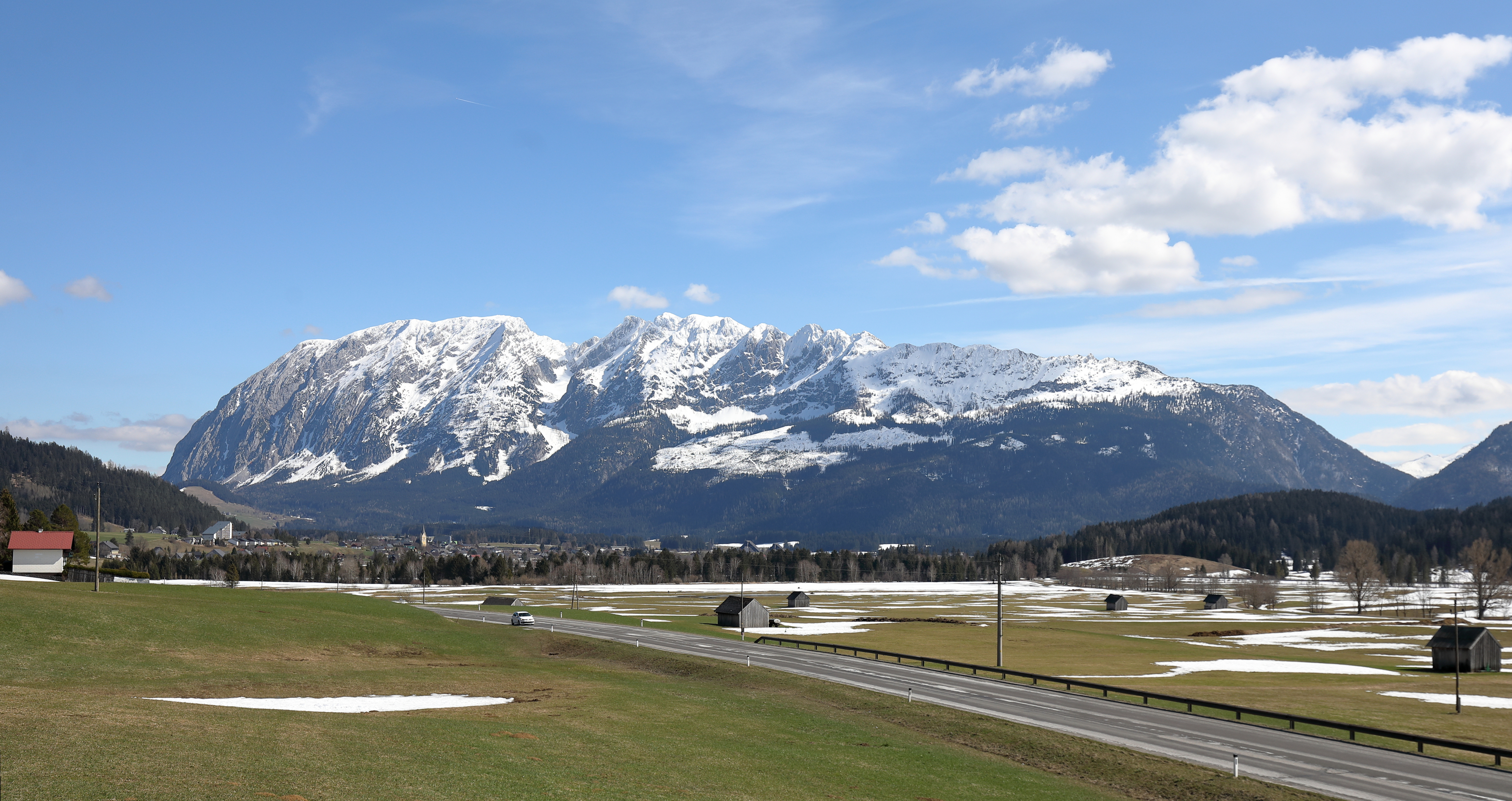
Nordwestansicht des Gebirgstockes
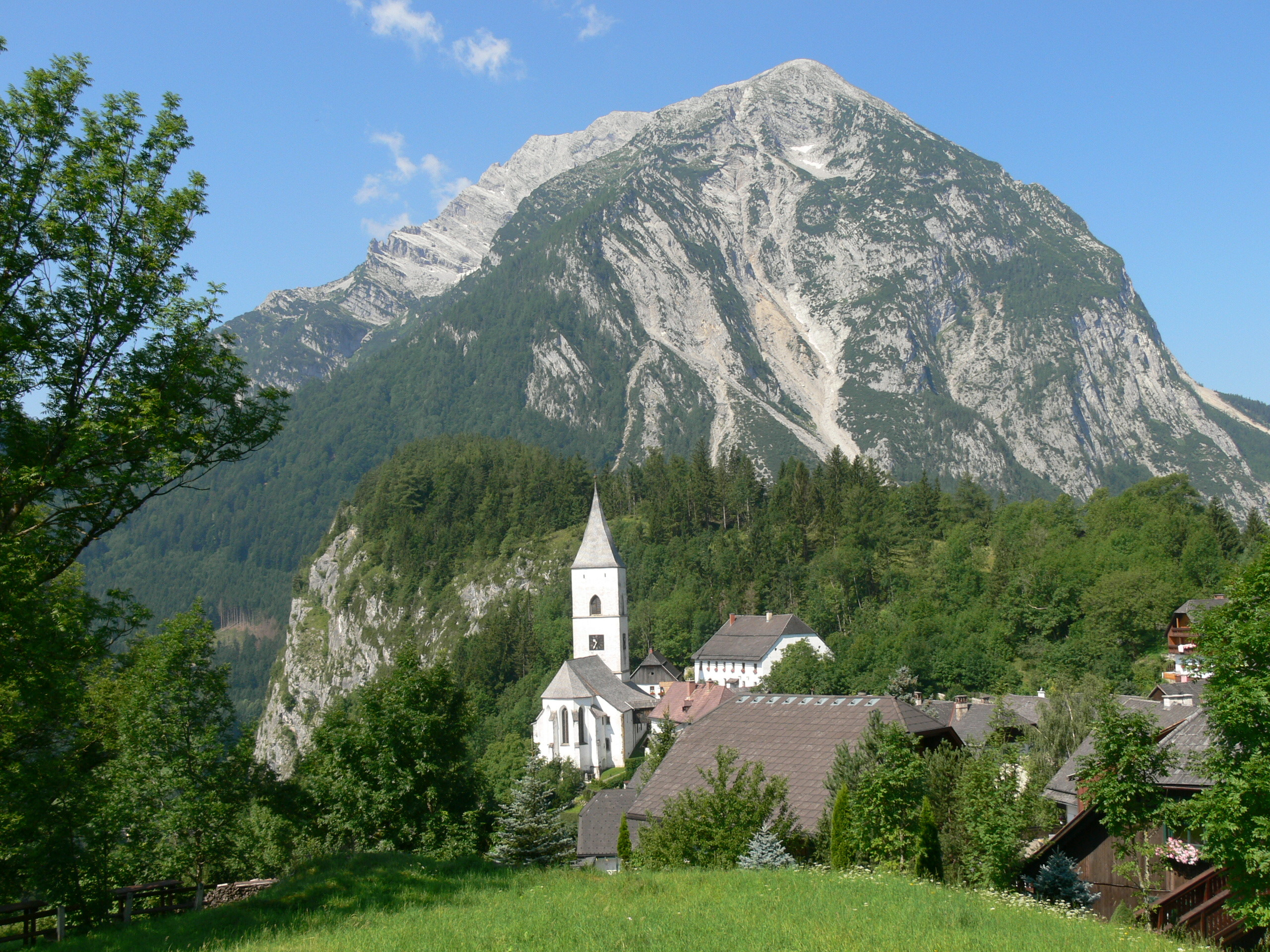
Pürgg mit Multereck
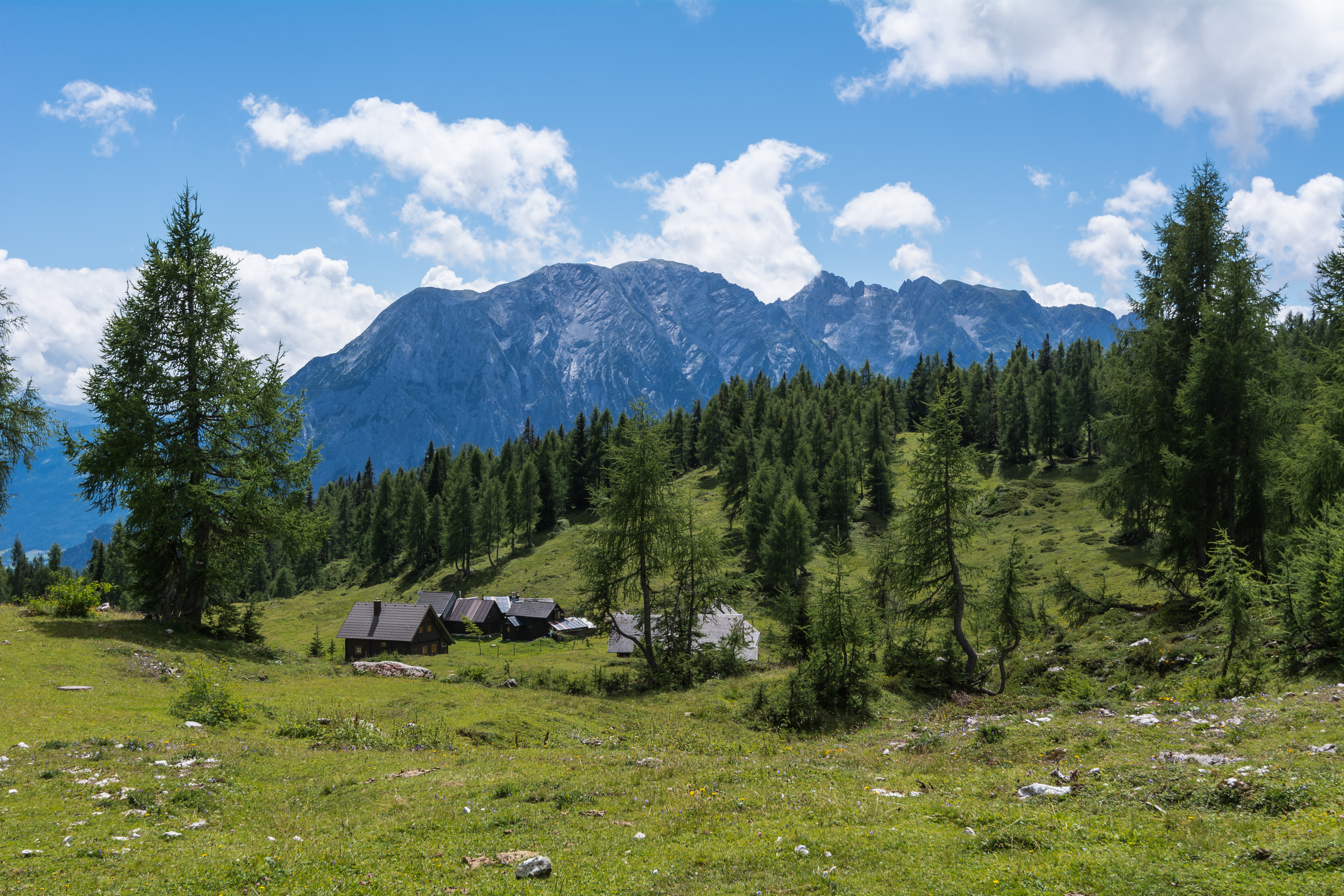
Von der Tauplitzalm aus
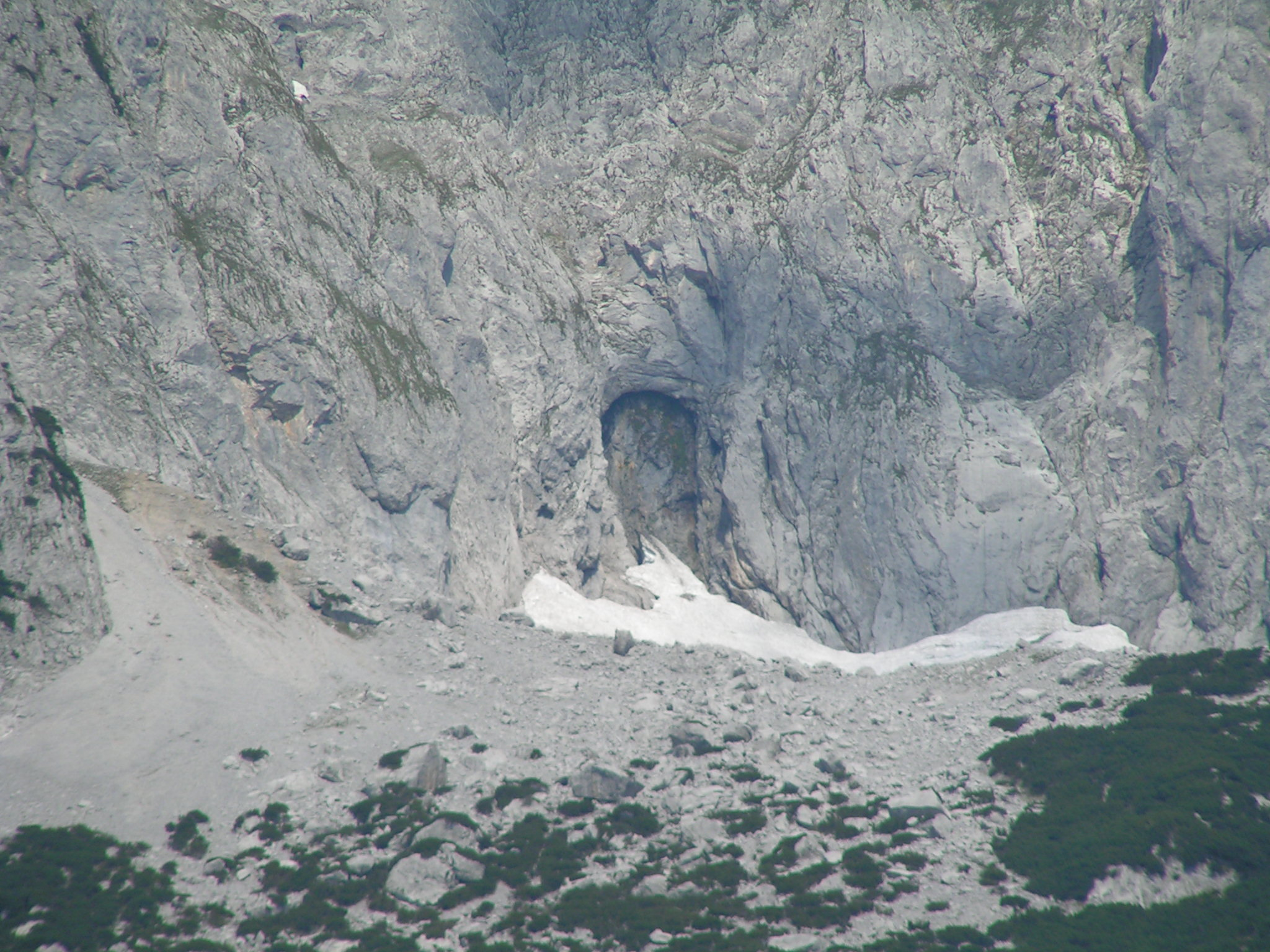
Das Grimmingtor

## Geschichte

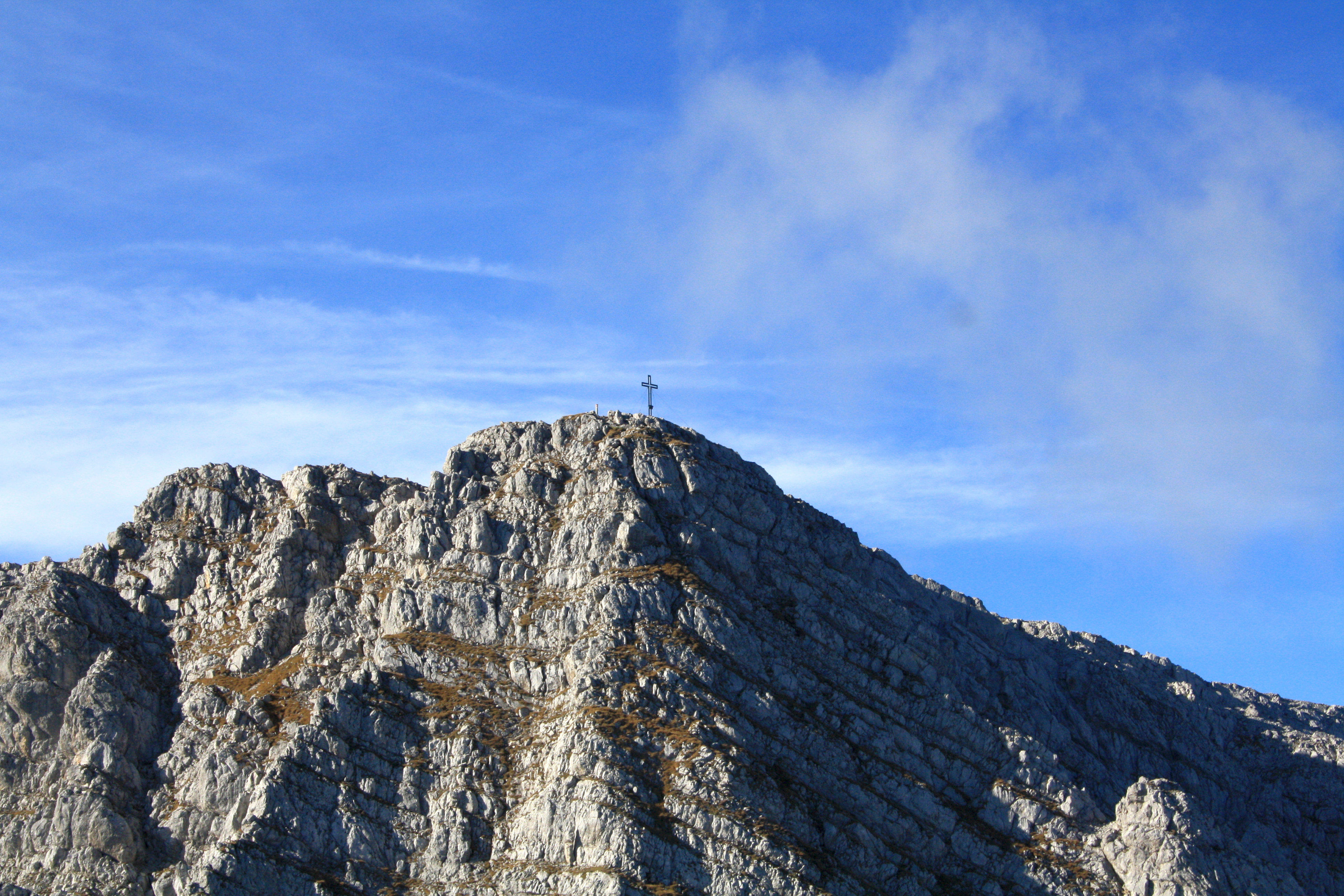
Grimminggipfel mit neuem Gipfelkreuz

Das früheste Schriftzeugnis ist von ca. 1286 und lautet „Grimei“. Der Name geht auf südslawisch grĭměti (donnern, tosen, dröhnen) zurück und bezeichnete ursprünglich nur den Bach Grimming. Der Name ging auf das Flurstück und das Gebirge über.
Wer den Grimming zuerst bestiegen hat, ist nicht feststellbar. Es waren wohl Einheimische, die möglicherweise bei Jagdunternehmungen auch den Gipfel erreichten. Bereits sehr früh wurde der Grimming als Vermessungszeichen für die Landesvermessung genutzt. Im Jahr 1822 errichtete Oberleutnant Carl Baron Simbschen ein hölzernes Vermessungszeichen am Gipfel und eine Steinhütte als Unterstand knapp darunter. Ab Mitte des 19. Jahrhunderts folgten zahlreiche Aufstiege unter bergsteigerischem Aspekt mit der Erkundung verschiedener Aufstiegsrouten.
Das erste Gipfelkreuz, das sieben Meter hohe eiserne Kaiserkreuz, wurde am 8. September 1903 anlässlich des 55-jährigen Thronjubiläums Kaiser Franz Josefs I. errichtet. Es stand bis 1954 und wurde durch ein neues des ÖAV ersetzt. Inzwischen stehen kleinere Kreuze auf mehreren Gipfeln.
Im Jahre 1977 verunglückte der Segelflugweltmeister und Fluglehrer Harro Wödl im Bereich des Diemlernerberges bei einem Absturz tödlich.

### Grimmingbrücke
Die im Mai 2021 eröffnete, nach dem Berg benannte Grimmingbrücke macht die Ennstal Straße in Trautenfels kreuzungs- und ampelfrei.

## Hütten

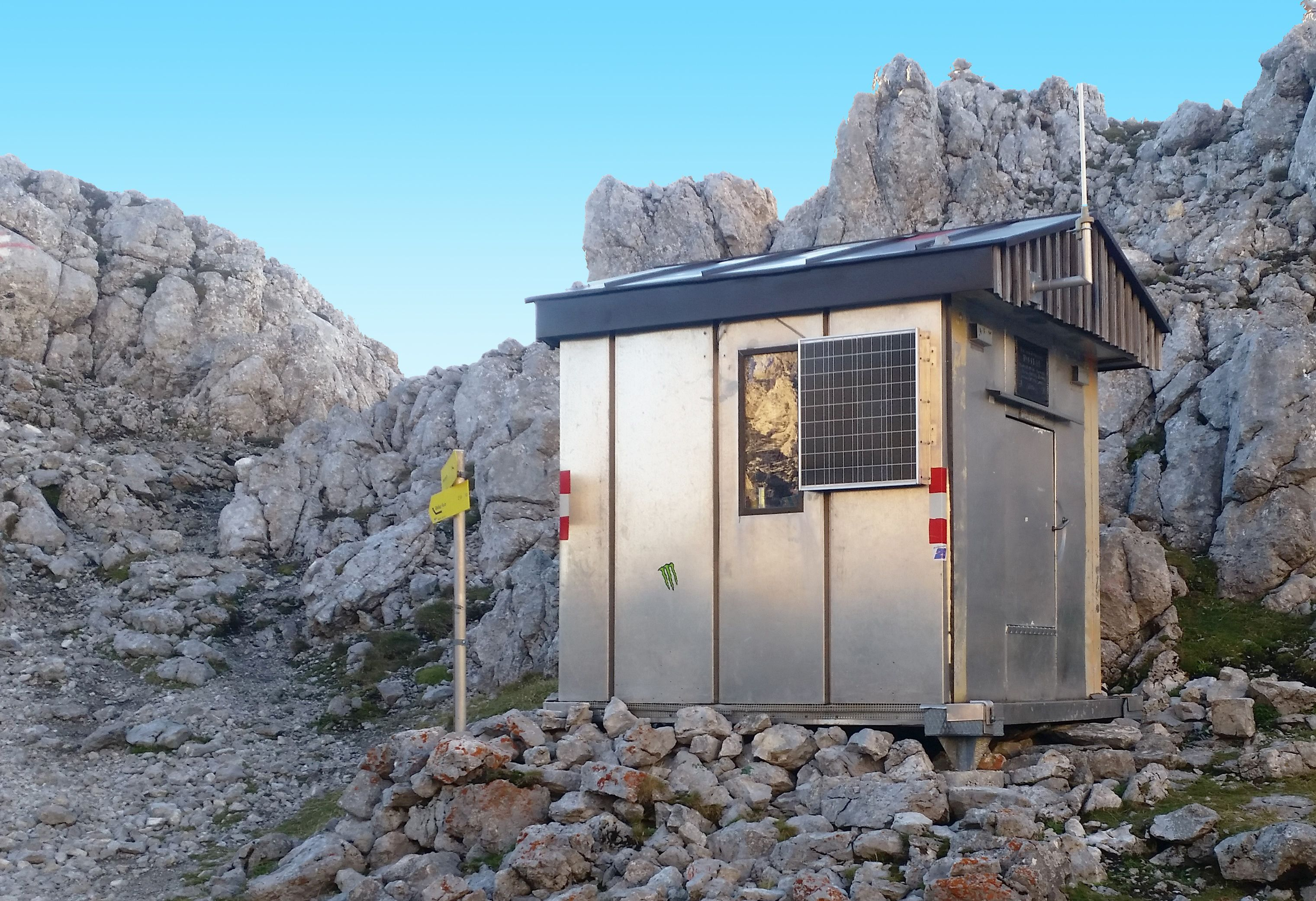
Die Biwakschachtel mit Photovoltaik und Funkantenne (2016)

- Grimminghütte (966 m): Die einzige bewirtschaftete Hütte in diesem Gebirgsmassiv liegt in Talnähe und ist von Trautenfels oder von Niederstuttern aus in ungefähr einer Stunde erreichbar.
- Nördlich des Grimminggipfels befindet sich seit 1949 eine Biwakschachtel, die bei Schlechtwetter als Notunterkunft genutzt werden kann. Sie ist mit einem Nottelefon ausgestattet.

## Anstiege
- Von Trautenfels durch die Schneegrube (Südosten): Beliebtester Anstieg über die Grimminghütte. Dieser Weg wurde 1888 von Heinrich Heß erstbegangen.
- Von Kulm (Nordwesten): Hinter der Skiflugschanze beginnend, durch das Gipfelkar, in dem sich die Biwakschachtel befindet.
- Von Trautenfels oder von Niederstuttern auf die Grimminghütte und über den sog. Einstieg bis zu einer gut beschilderten Wegkreuzung auf 1.450 m Seehöhe. Von dort geht es anschließend entweder links über die Schneegrube und den Südostgrat oder rechts über das Kasten-Kar und Multereck (2.176 m) auf den Gipfel.
- Alternativ kann man von der Schneegrube aus auch am ausgesetzten, selten begangenen Schneegrubengrat (UIAA III) aufsteigen.[7]

## Der Grimming in Literatur und Bildender Kunst
Es existieren zahlreiche Sagen um den Grimming, in denen das Grimmingtor und die dahinter verborgenen Schätze eine wichtige Rolle spielen. Neben Einzelvertretungen in größeren Sammlungen existieren zum Grimming ortsbezogene Zusammenstellungen im Ennstal-Wiki und in einem Projekt zum Hinterberger Tal, in dem sowohl der geschichtliche Hintergrund der Sagenüberlieferung als auch ihre mythologische Deutung analysiert werden.
Der 1926 erschienene Roman „Das Grimmingtor“ der österreichischen Schriftstellerin Paula Grogger (1892–1984) schildert eine Familienchronik zu Beginn des 19. Jahrhunderts, eingebettet in die Landschaft des Grimmings.
Der markante Berg als Zentrum einer Wintersportgegend war mehrfach Sujet von Werbeplakaten und künstlerischen Darstellungen von Gustav Jahn, Otto Barth und Otto Brandhuber (u. a. für die k.k. Staatsbahnen und das Bergsporthaus Mizzi Langer-Kauba).

## Weitere Rezeption
Die Kronprinz Rudolf-Bahngesellschaft, welche die Bahnstrecke durch das Salzkammergut baute, benannte eine ihrer Schnellzugsloks (spätere kkStB Reihe 1) nach dem Berg.

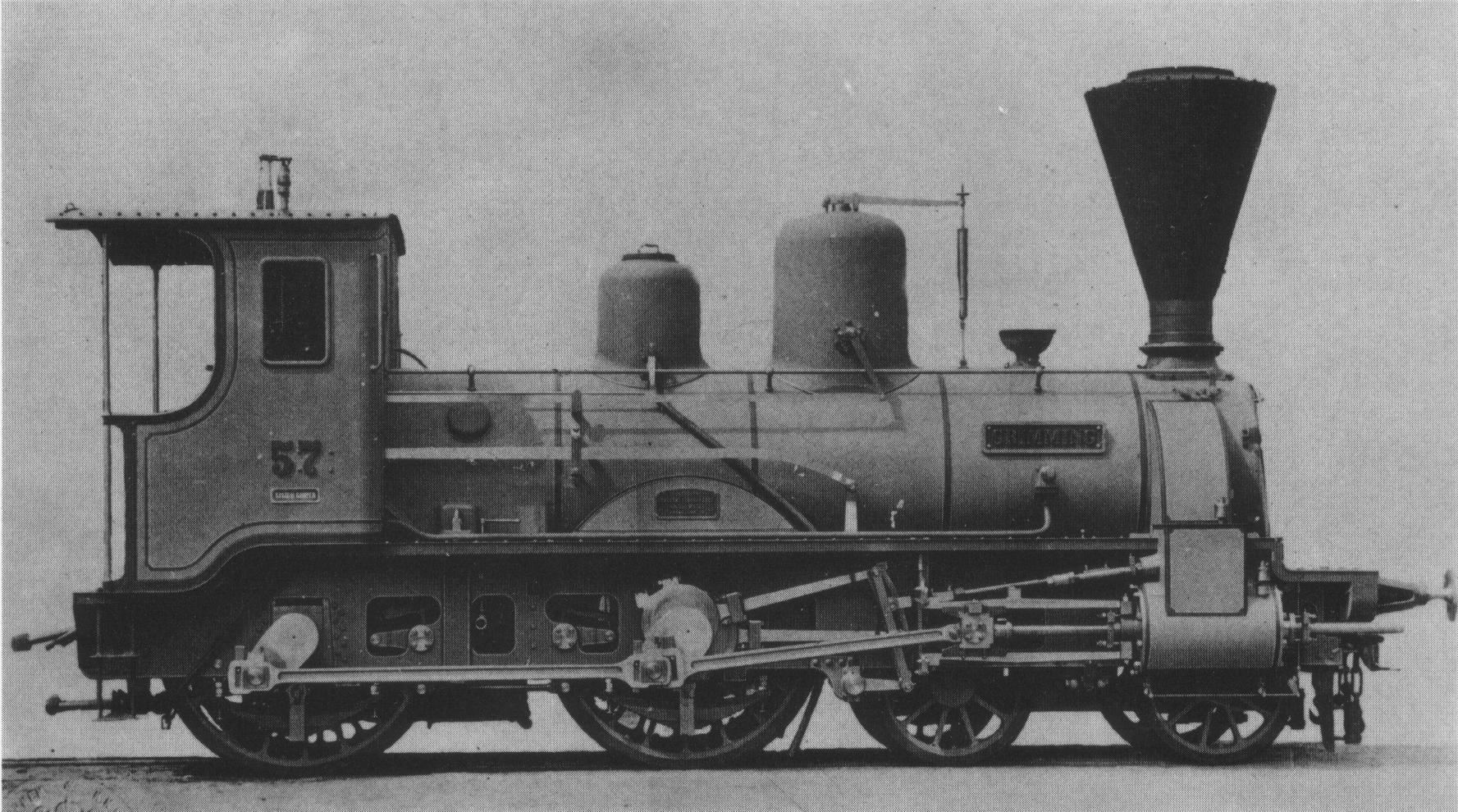
KRB 57 "Grimming" (spätere kkStB 1.01)

## Trivia
- Im September 2011 trugen 17 junge Männer ein Moped Puch MV 50 (Nachfolgemodell des Puch MS 50) in Einzelteilen auf den Grimming, bauten es zusammen und starteten es.[14]
- Am 31. August 2013 wurde auf dem Grimming ein bemerkenswerter Rekord aufgestellt. Die Musikkapelle Bad Mitterndorf gab am Gipfel in voller Montur vor ca. 500 Zuhörern ein kurzes Platzkonzert. Über 100 der Zuhörer waren wie die Musiker zu Fuß aufgestiegen, die anderen per Hubschrauber.[15]